# Enterpia
Enterpia là một chi bướm đêm thuộc họ Noctuidae.

## Loài
- Enterpia alpherakyi Hacker, 1996
- Enterpia laudeti (Boisduval, 1840)
- Enterpia picturata (Alphéraky, 1882)
- Enterpia roseocandida Hacker, 1996